# St. Andreas (Furtwangen-Neukirch)

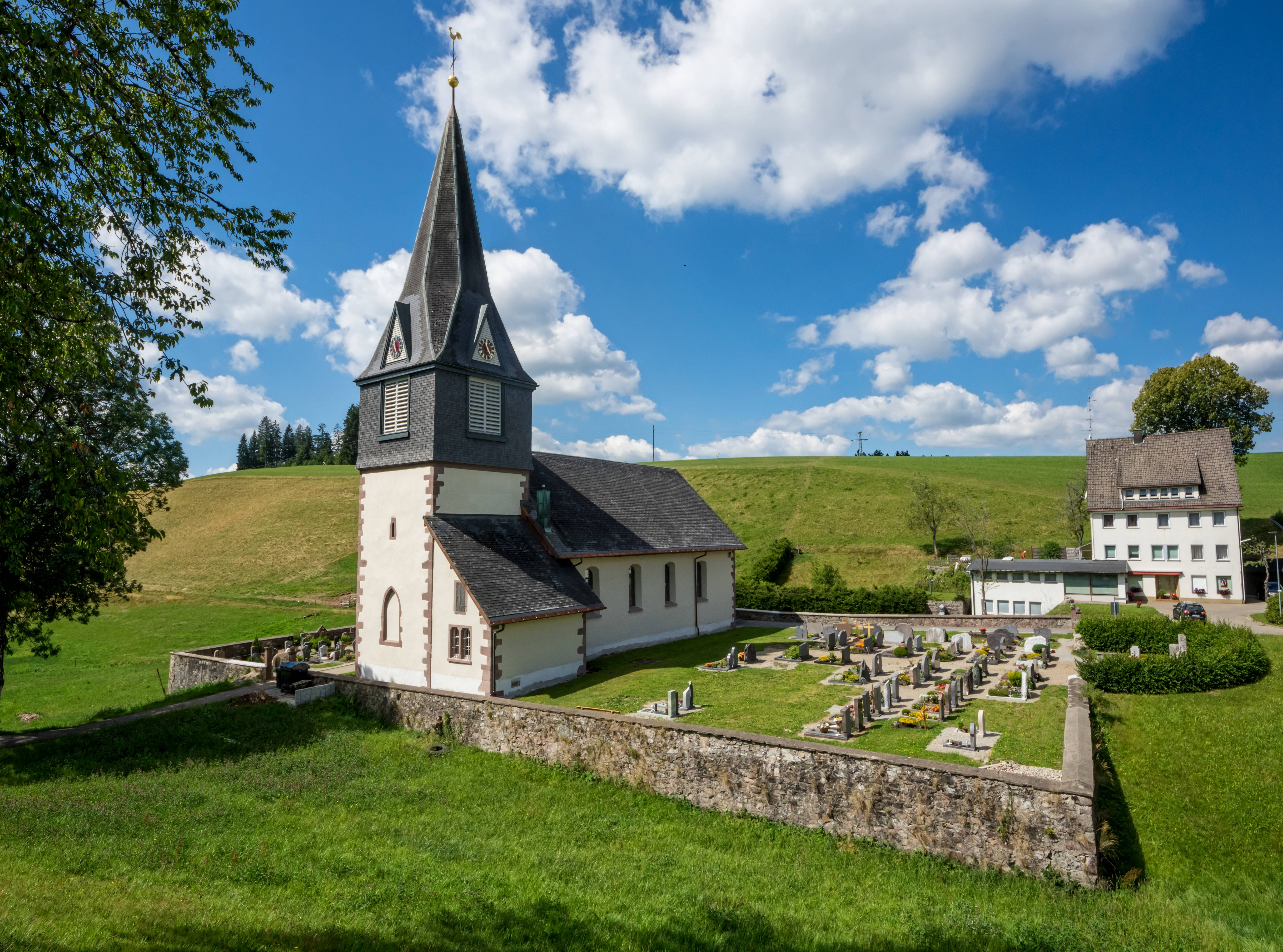
St. Andreas von Nordost

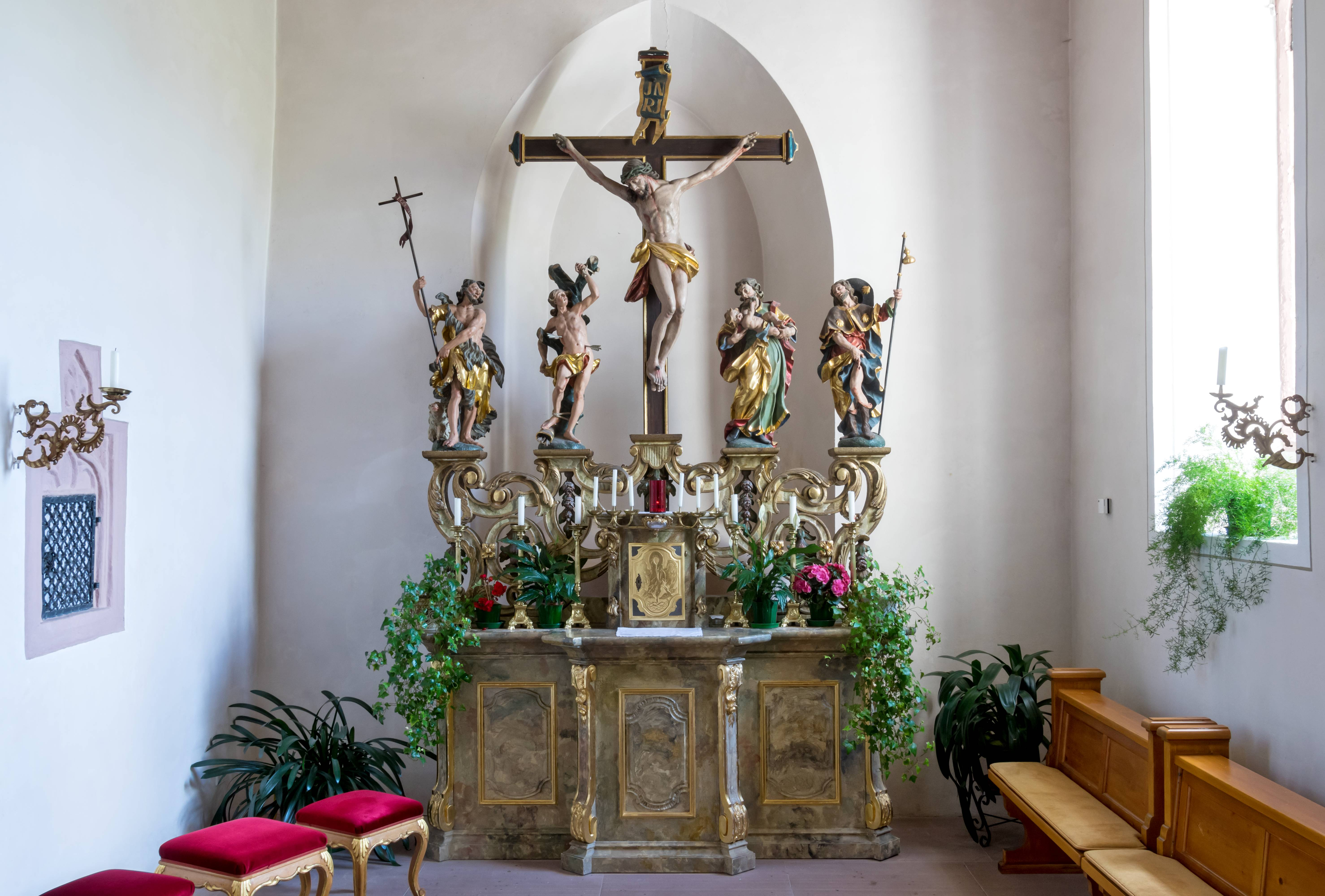
Hochaltar

St. Andreas ist die römisch-katholische Pfarrkirche von Neukirch, einem Stadtteil von Furtwangen im Schwarzwald im baden-württembergischen Schwarzwald-Baar-Kreis und damit im Quellgebiet der Breg, aber auch der Wilden Gutach. Die Pfarrgemeinde gehört zur Seelsorgeeinheit Oberes Bregtal der Erzdiözese Freiburg.
Die Kirche ist bekannt durch die Barock-Skulpturen von Adam Winterhalder und mehr noch durch die Rokoko-Skulpturen von Matthias Faller. Die Skulpturen wurden bei einem Brand der Kirche am Ende des Zweiten Weltkriegs gerettet. Winterhalder wie Faller stammten vom  Oberfallengrundhof in Neukirch.

## Geschichte
Der Schwarzwald blieb zwischen seinem Westrand und im Osten etwa der Linie Villingen-Schwenningen-Löffingen bis zur ersten Jahrtausendwende unbesiedelt. Das änderte sich mit der Rodungstätigkeit der Klöster – vor allem St. Margarethen in Waldkirch, gegründet um 920, St. Georgen in St. Georgen im Schwarzwald, gegründet 1085, und St. Peter auf dem Schwarzwald in St. Peter (Hochschwarzwald), gegründet 1093 – und der hinter ihnen stehenden weltlichen Herren, vor allem der Zähringer. An der Entstehung von Neukirch, früherer Name angeblich „Bregenbach“, war vielleicht St. Margarethen in Waldkirch beteiligt, doch gehörte das Dorf um 1140, zur Zeit der Zusammenstellung des Rotulus Sanpetrinus, eines Güterverzeichnisses von St. Peter auf dem Schwarzwald, zu diesem Kloster, bei dem es bis zum Anfall an das Großherzogtum Baden 1806, im Zuge der Säkularisation, blieb. Die Vogtei kam nach dem Aussterben der Zähringer über die Grafen von Freiburg und die Herren von Triberg 1355 an die Habsburger. Im Jahr 1356 wird Neukirch (und wird das nördlich benachbarte Gütenbach) als „Newenkilchen“ (und „Wu(e)tenbach“) erstmals genannt.
An Kloster St. Peter erinnert auch das Patrozinium der Neukircher Pfarrei – der Apostel Andreas war ein Bruder des Simon Petrus (zum Beispiel Joh 1,35-42 ). Um 1430 wurde St. Andreas neu gebaut. Zunächst wurde Neukirch durch Mönche von St. Peter „equitando pastorisiert“. Unter Abt Peter Gremmelsbach erhielt es aber 1502 einen eigenen Pfarrer, der zugleich für das zwei Fußstunden südliche Waldau zuständig war. Erst 1761 bestellte Abt Philipp Jakob Steyrer für Waldau einen eigenen Seelsorger.

## Baugeschichte
1729 ließ Abt Ulrich Bürgi, unter dem auch die Klosterkirche neu errichtet wurde, an den Neukircher Chorturm von 1430 ein neues Langhaus bauen. Bürgis übernächster Nachfolger Philipp Jakob Steyrer berichtet: „1729. <...> Den  16. May leget eben dieser Abt <das ist Bürgi> den ersten Stein zu einer neuen Filialkirche in Neukirch. Bei dieser Feyerlichkeit war zugegen Abt Andreas von Maria Cell.“ Der Innenausbau beanspruchte wohl die Jahre 1730 und 1731. „Im Lauf des Sommers 1732 dürfte der junge Bildhauer Matthias Faller <von der Gesellenwanderung> nach Hause gekommen sein. Jedenfalls hat ihn der Vater Georg Faller zur Herstellung der drei Altäre in der heimatlichen Pfarrkirche aus Böhmen nach Hause gerufen.“ Eine Schnitzwerkstatt hatte um die Mitte des 17. Jahrhunderts Adam Winterhalders Vater Bartholomaeus Winterhalder auf dem Oberfallengrundhof eingerichtet.
1899 wurde St. Andreas renoviert, 1909 bis 1911 von drei auf vier Fensterachsen erweitert. Am 20. April 1945 sichteten Tiefflieger in Neukirch deutsche Soldaten und schossen daraufhin die Kirche und das  Gasthaus Rößle in Brand. Der Mesner und einige Helfer konnten die meisten Figuren Winterhalders und Fallers retten. Die Altaraufbauten aber fielen den Flammen zum Opfer. Nach Wiederherstellung wurde die Kirche 1948 neu geweiht. Die geretteten Skulpturen wurden 1950 auf Ornamentsockel gestellt.

## Gebäude

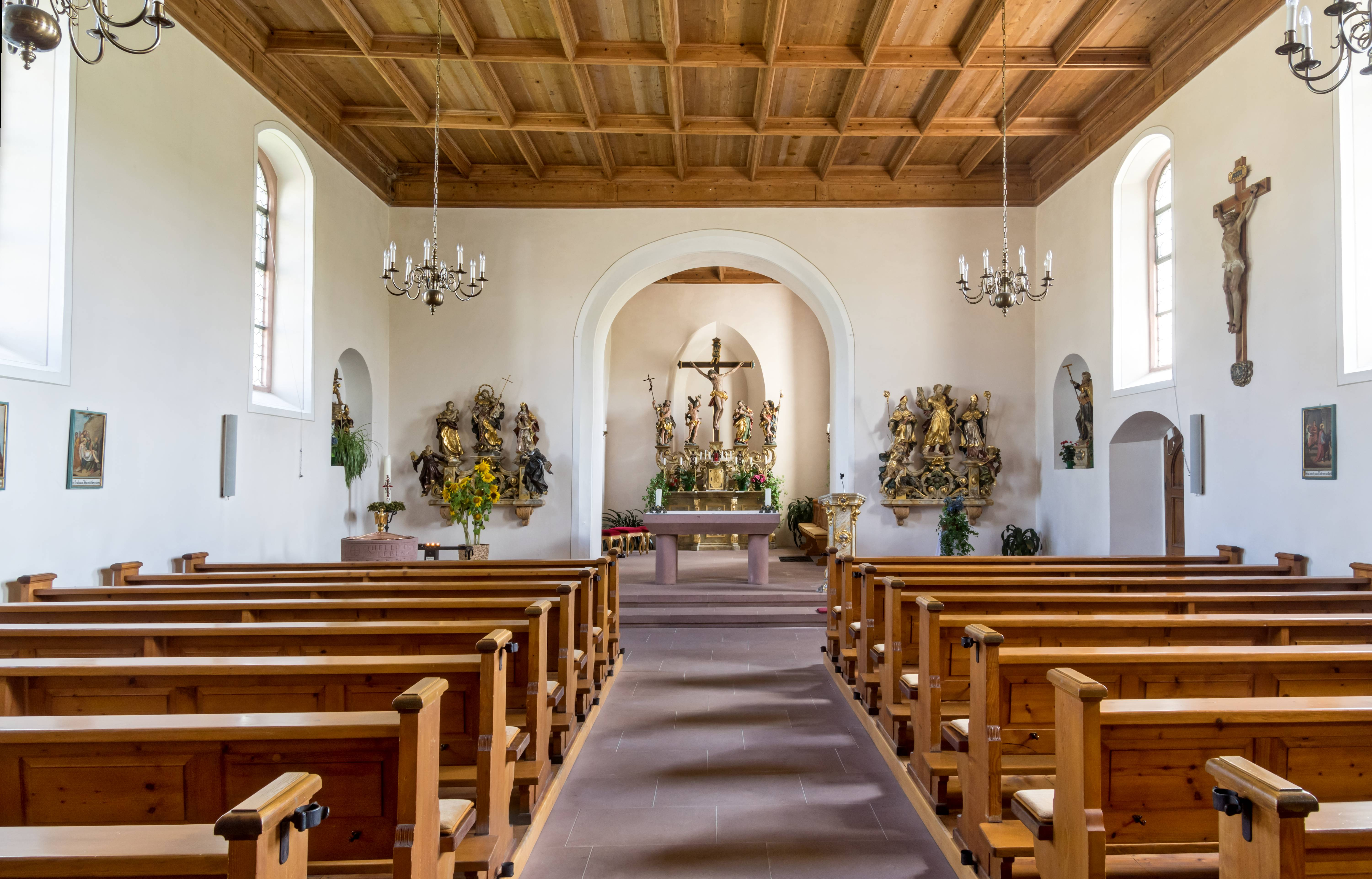
Inneres nach Osten

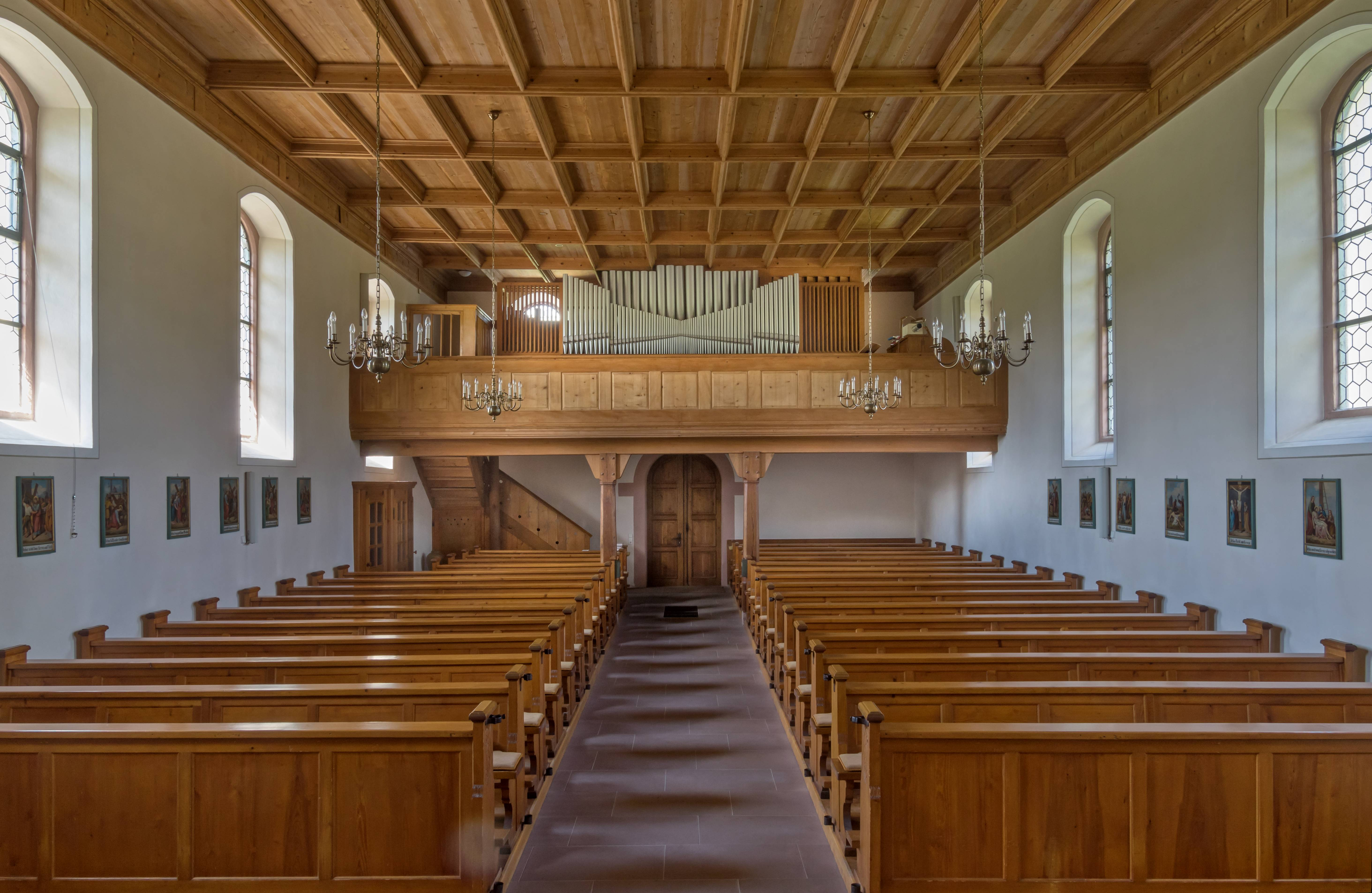
Inneres nach Westen

Am Rand des Dorfes liegt St. Andreas inmitten des ummauerten Friedhofs. Der viereckige Turm birgt wie jeher den Chor. Dem Erdgeschoss mit gequaderten Kanten und einem vermauerten Spitzbogenfenster im Osten ist ein geschindeltes Glockengeschoss aufgesetzt, das seinerseits das Pyramidendach trägt. Nach Westen schließen sich das Langhaus mit Satteldach und jederseits vier Rundbogenfenstern sowie weiter ein niedriger Anbau mit Satteldach und dem Haupteingang an.
Im Inneren trennt ein rundbogiger Chorbogen Langhaus und Chor, die beide hölzerne, in ihrem Braun mit dem Gestühl übereinstimmende Kassettendecken tragen.

## Kirchenausstattung
Bietet die Kirche ihre Kunstwerke aus dem ursprünglichen Zusammenhang gerissen museumsartig dar, so hat sie doch die Atmosphäre eines Sakralraums.
In die linke Chorwand ist ein schlichtes gotisches Sakramentshaus eingebaut.

### Die Werke Matthias Fallers
Manfred Hermann hat die ursprüngliche Verteilung der Figuren auf drei Altäre nach einer Photographie rekonstruiert. Danach gehörten zum Hauptaltar neben dem großen Kruzifix die Heiligen Andreas, Josef von Nazaret mit dem Jesuskind und Johannes der Täufer. Zwei Putten sind verbrannt. Der Tabernakel befindet sich heute in der Kirche St. Peter und Paul in Kappel (Freiburg im Breisgau). Zum linken Seitenaltar, einem Muttergottesaltar, gehörten außer einer Immaculata die Heiligen Anna, ein weiterer Josef von Nazaret (siehe aber unten), Nikolaus von Myra und Blasius von Sebaste sowie im Oberteil Michael und Wendelin. Der rechte Seitenaltar war dem heiligen Antonius dem Großen geweiht. Zu ihm gehörten außer einer Antonius-Figur die Heiligen Sebastian und Rochus von Montpellier sowie im Oberteil Benedikt von Nursia und ein heiliger Mönch, vielleicht Dominikus.
In dieser Reihenfolge sind die drei Altäre entstanden, der Hauptaltar gleich nach Fallers Heimkehr 1732. Zum Antoniusaltar hat sich im Neukircher Jahrzeitbuch folgende Nachricht erhalten:

„Georg Faller auf dem Oberen Fallengrundt, mit seiner verstorbenen Ehefrawen Barbara Fortwenglerin, ... lasst auf seine Unkösten durch den Ehrbaren und züchtigen Jüngling Matthias Faller, seinen Sohn, einen Bildhauer, den Neweren St. Antoni-Altar verfertigen und aufrichten – dafür solle Ihme, seiner verstorbenen hausfrawen undt auch seinen Kinderen, ein ewiges Jahrzeith nachgehalten werden in (vel circa) mensem Maji. <...> 1735 ist diß Jahrzeith angefangen worden zu halten. Soll auf den Pfingstdienstag festgestellt seyn.“

Der Antoniusaltar war also im Mai 1735 vollendet.

Figuren des heutigen Hochaltars
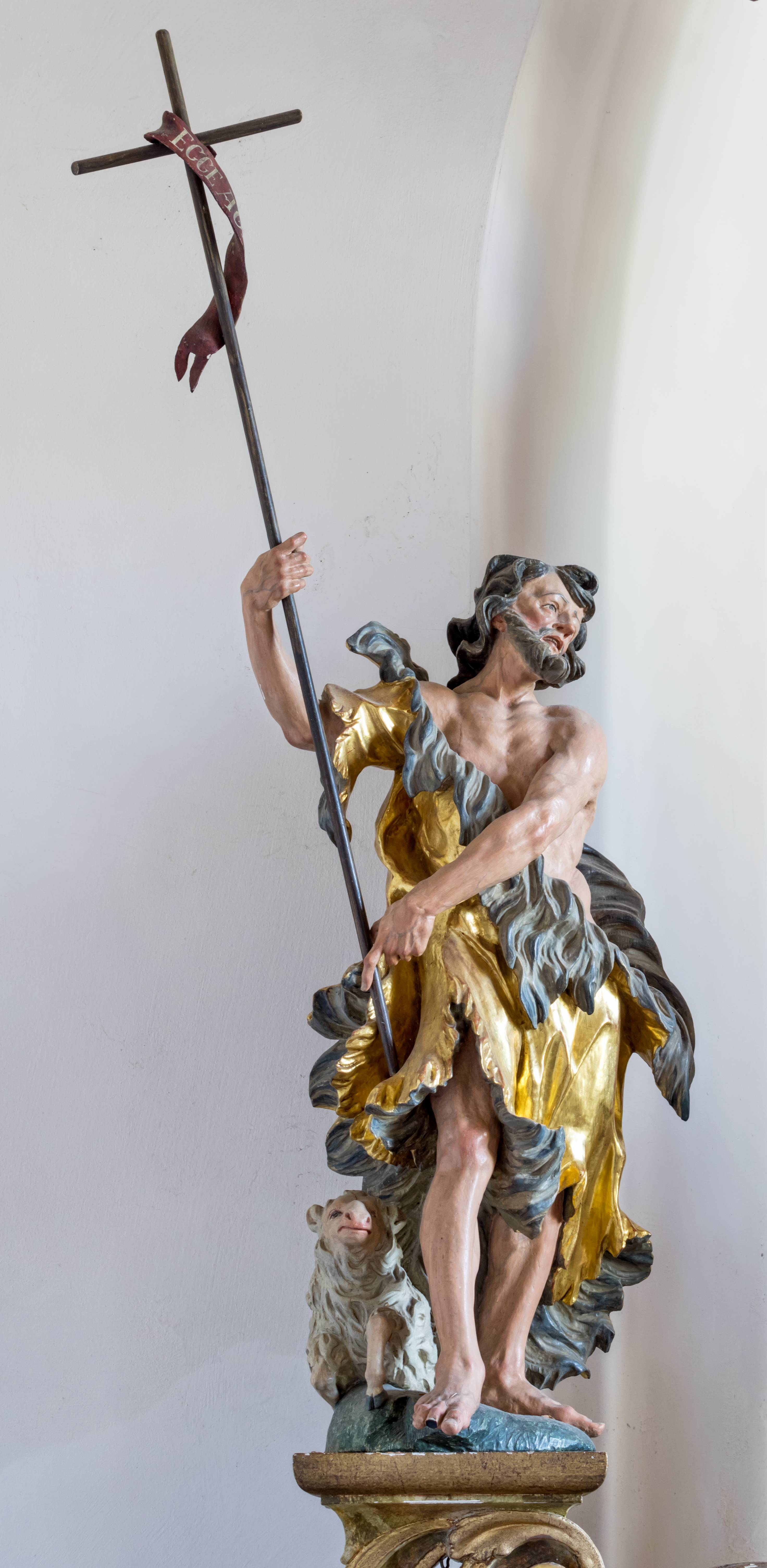
Johannes der Täufer
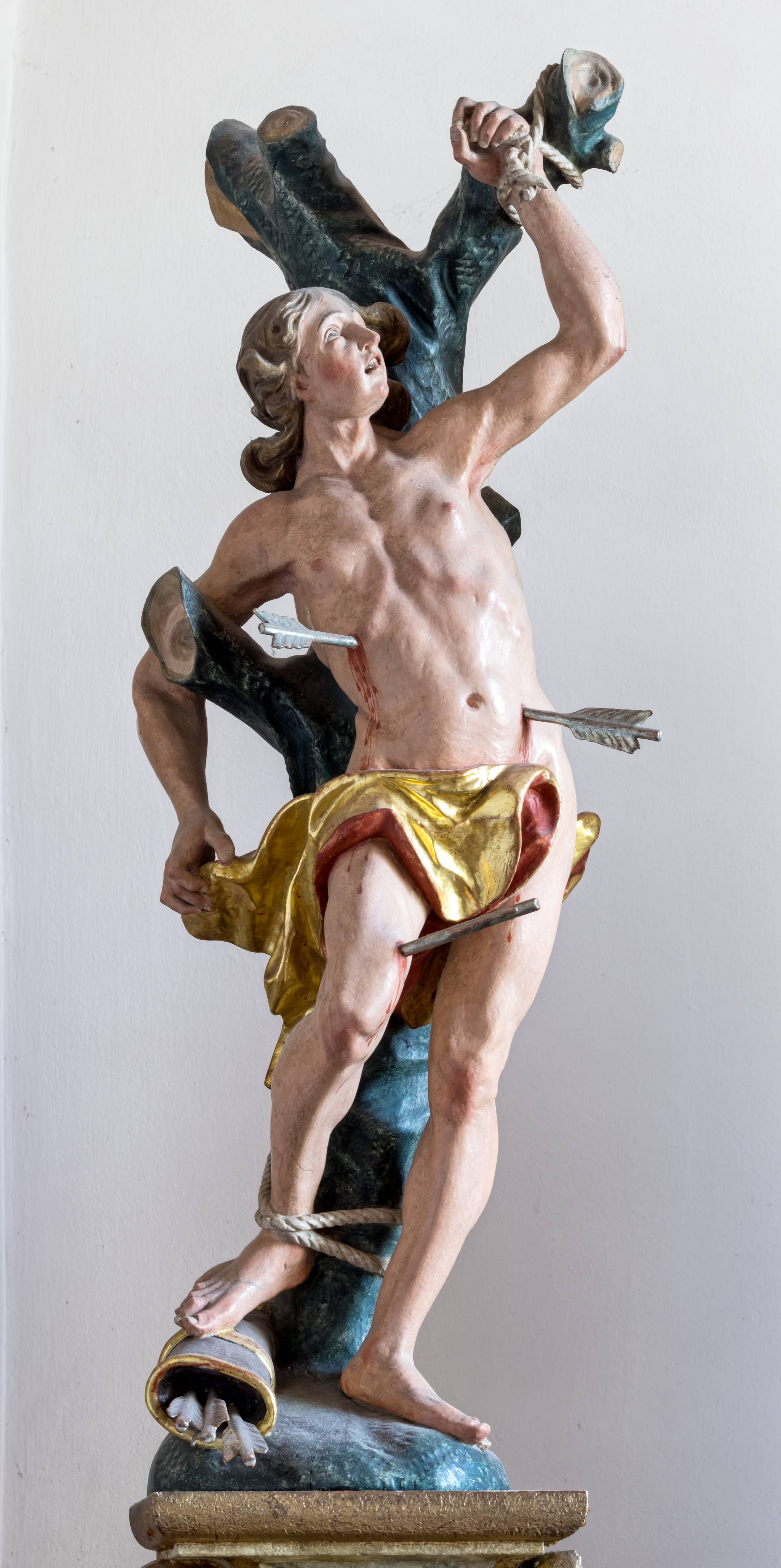
Sebastian
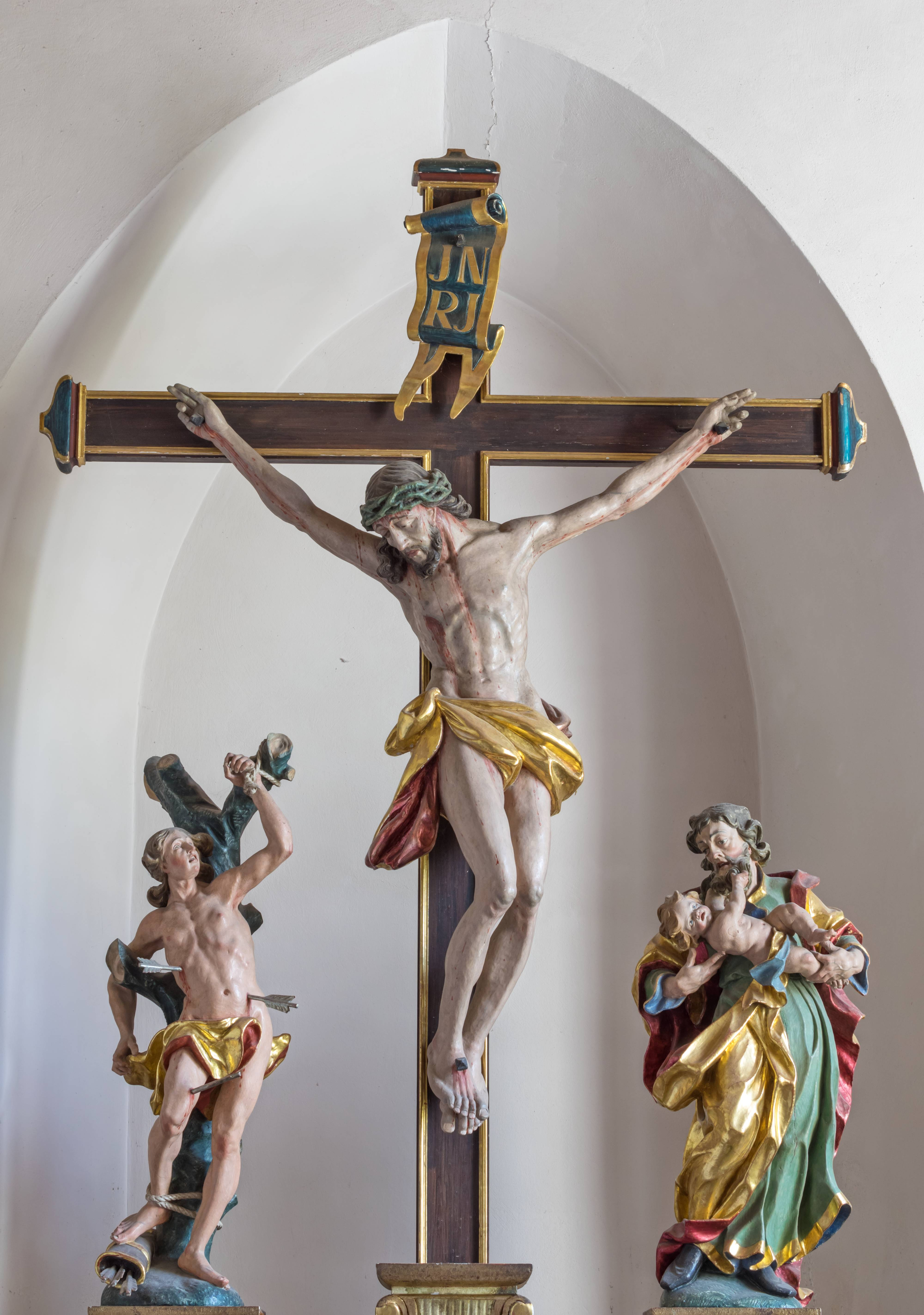
Kruzifix mit Sebastian und Josef
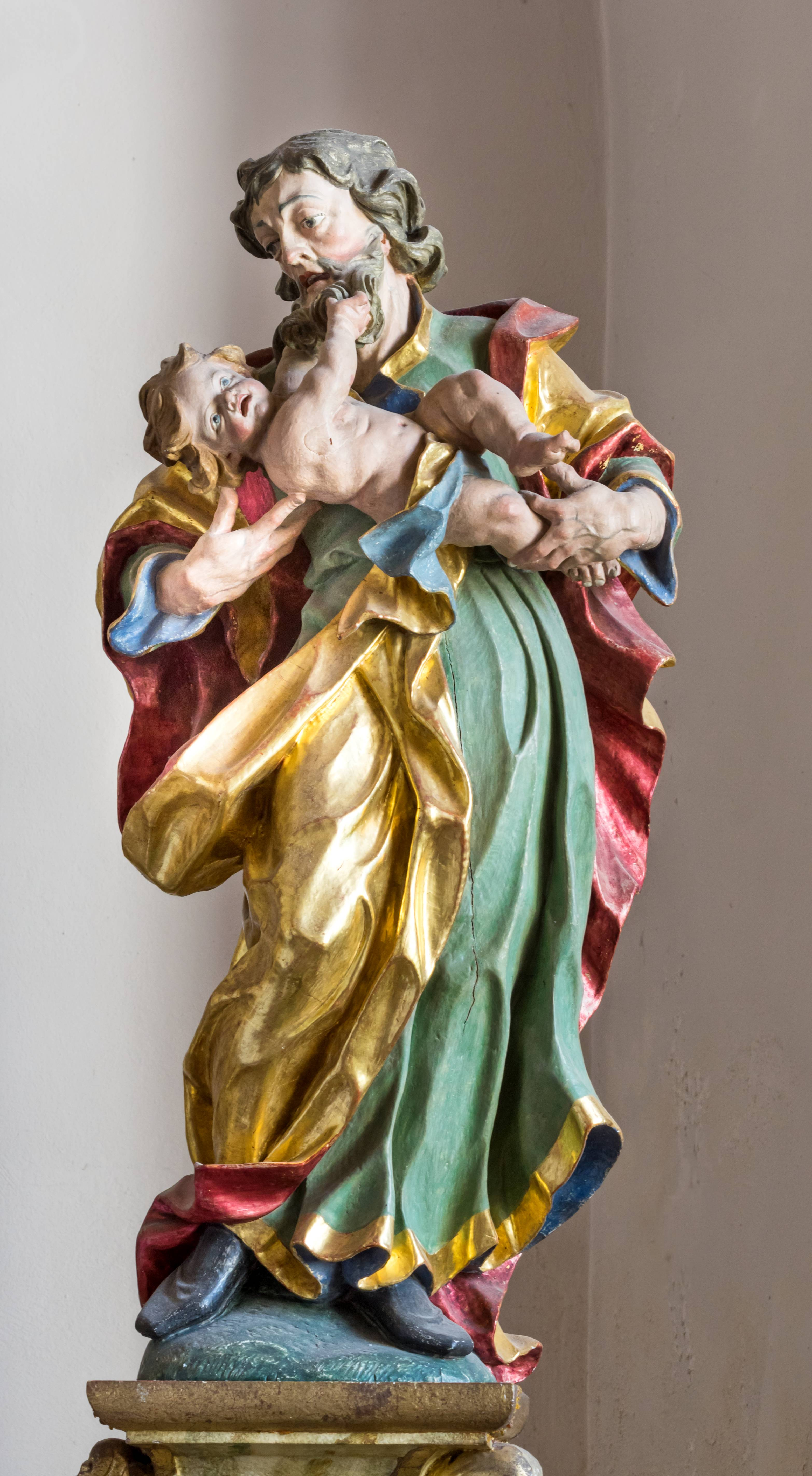
Josef
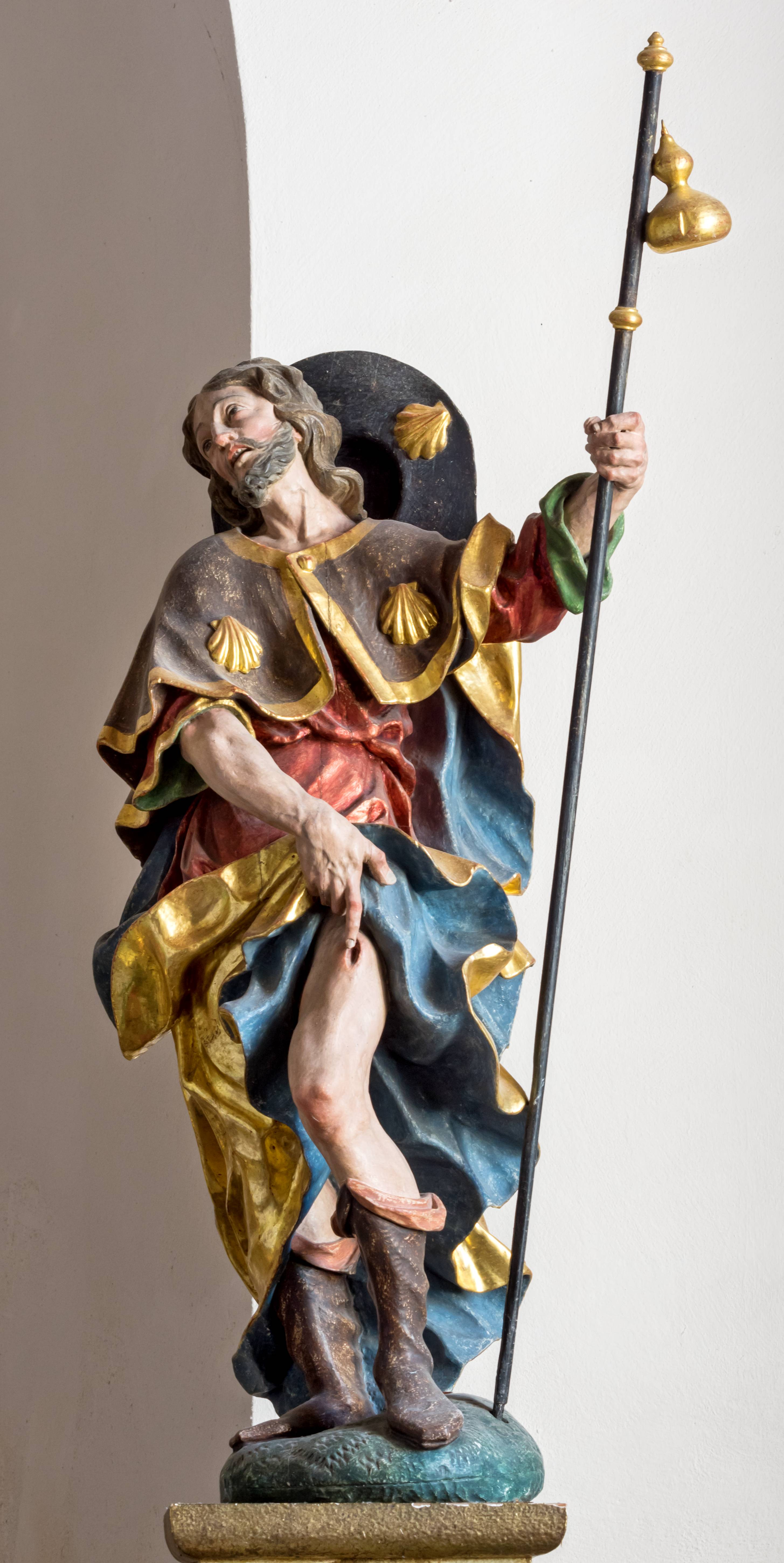
Rochus

Zum heutigen Hochaltar gehören folgende Werke Fallers:
- Ein „hervorragend geschnittener“[11] Kruzifixus, auch ursprünglich am Hochaltar.
- Johannes der Täufer mit einem Kreuzstab, auch ursprünglich am Hochaltar, das Schwarzwälder Erstlingswerk Fallers. Nach Manfred Hermann ist die Figur kein klassischer Barock mehr. Faller habe durch den Kontrapost Bewegung hineingebracht. Johannes sei durch den ekstatisch geöffneten Mund als mystischer Gottseher, durch das im Wind aufgewehte Kamelhaarfell als Mann der Wüste charakterisiert. Mit der linken Hand weist er auf das Lamm Gottes (Joh 1,29 EU) zu seinen Füßen hin.[12]
- Der heilige Sebastian, von Pfeilen durchbohrt, ursprünglich am rechten Seitenaltar.
- Der heilige Josef mit dem Jesuskind, auch ursprünglich am Hochaltar. „Wie großartig hat M. Faller beobachtet. Im Bart des Josef spielt und zupft das Kind“.[13]
- Der heilige Rochus, ursprünglich am rechten Seitenaltar, mit Pilgermuscheln und Pilgerstab mit einer Flasche. Er deutet mit der rechten Hand auf eine Pestbeule am Oberschenkel.

Figuren links vom Chorbogen
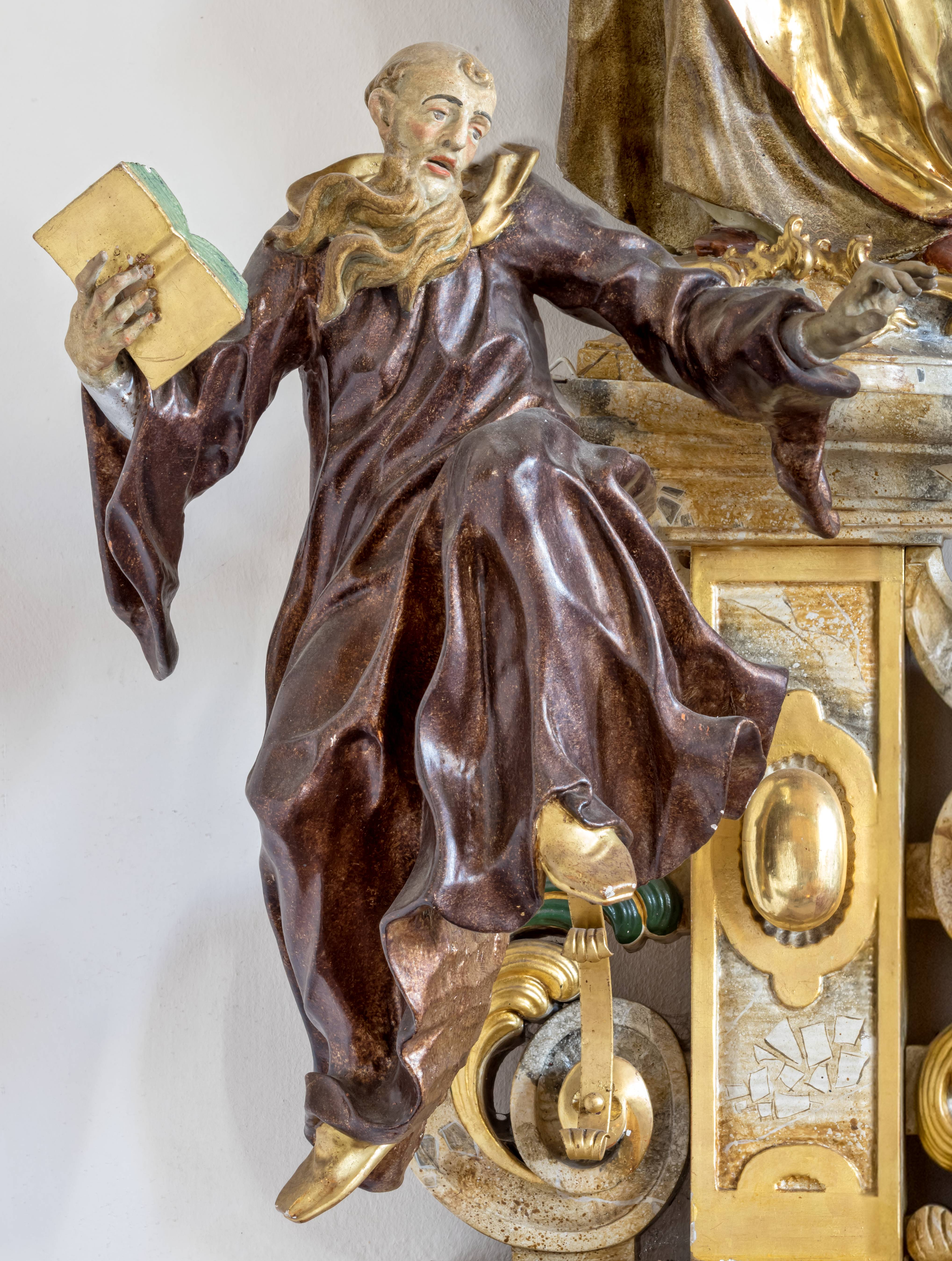
Benedikt
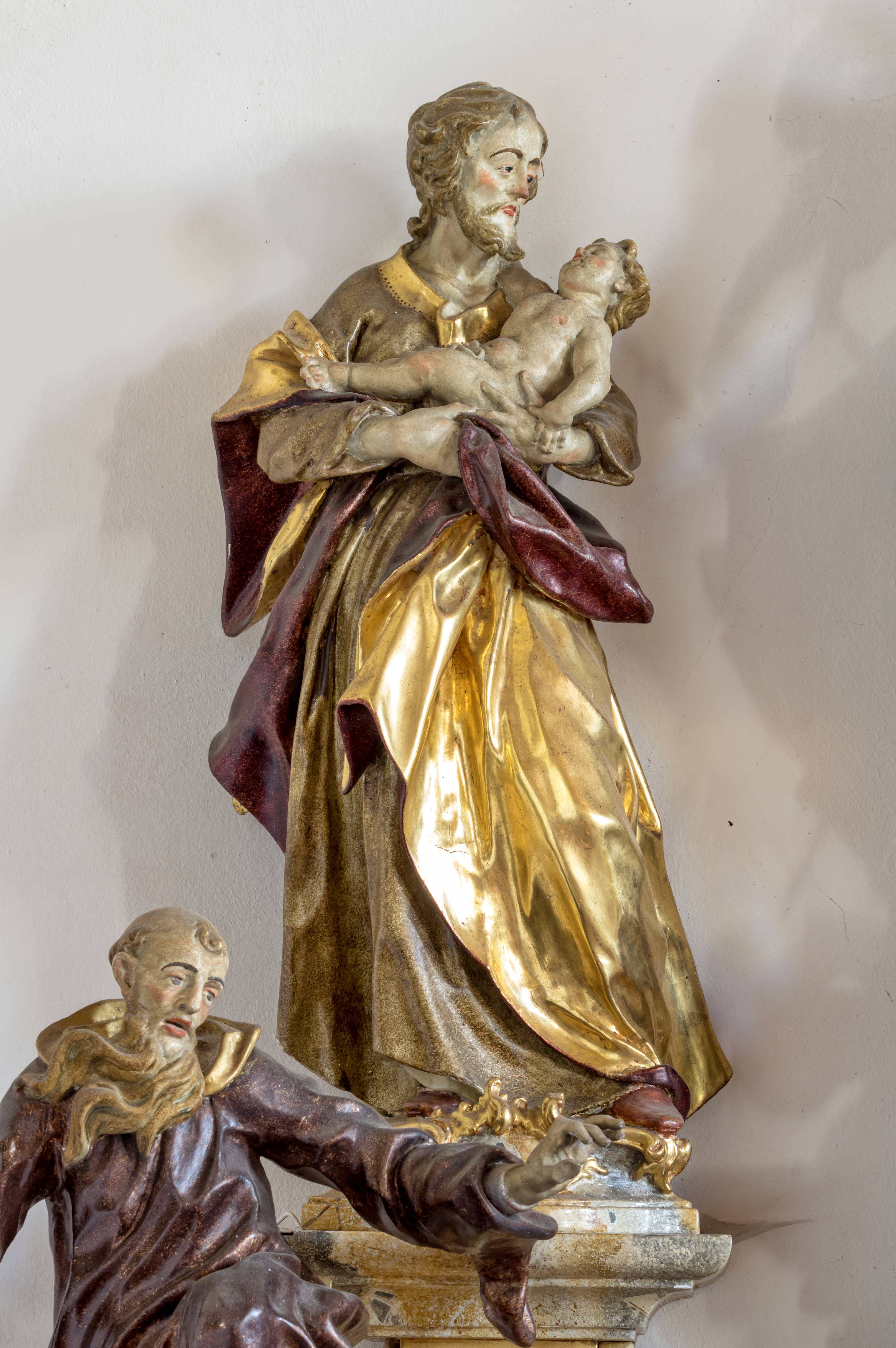
Josef
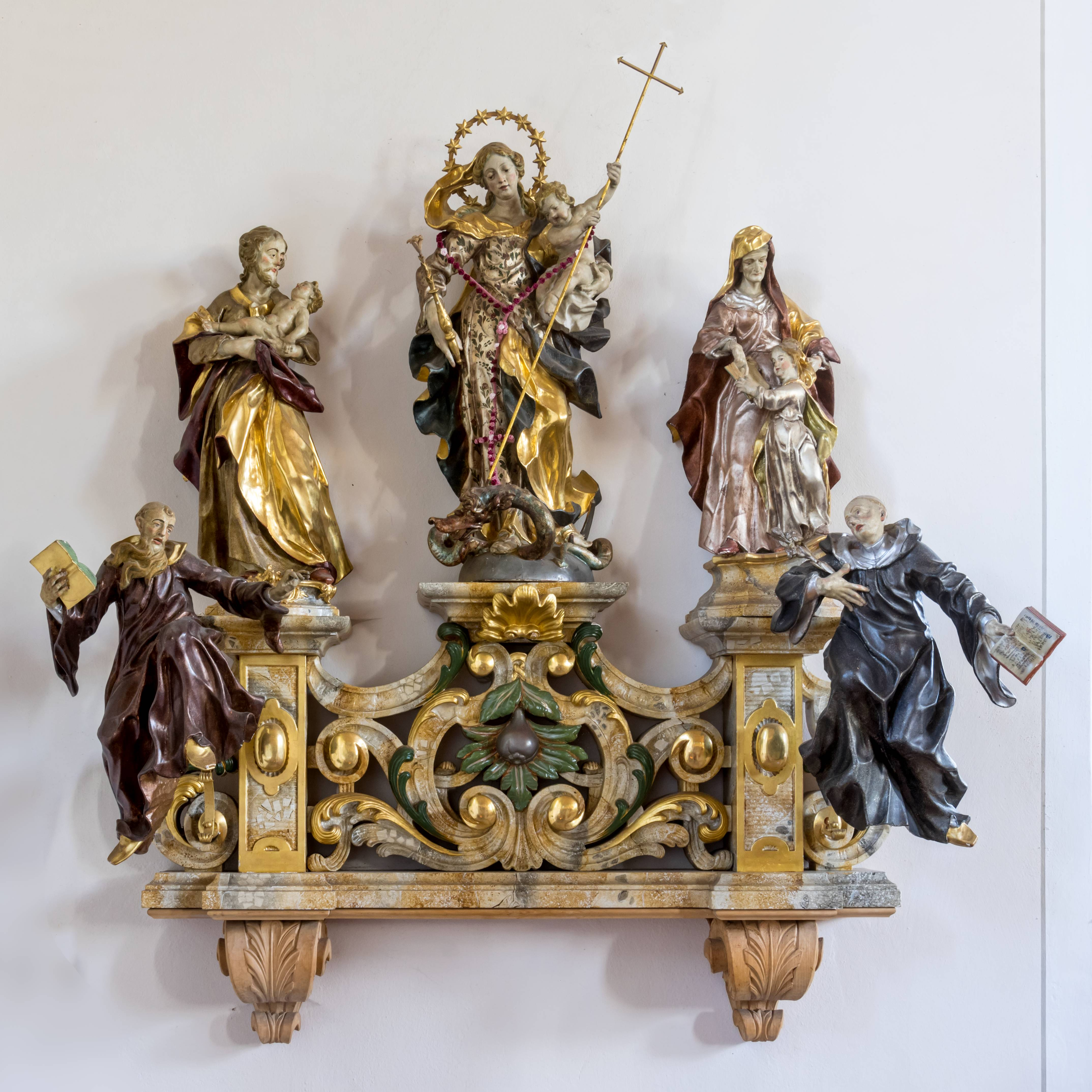
Gesamtgruppe
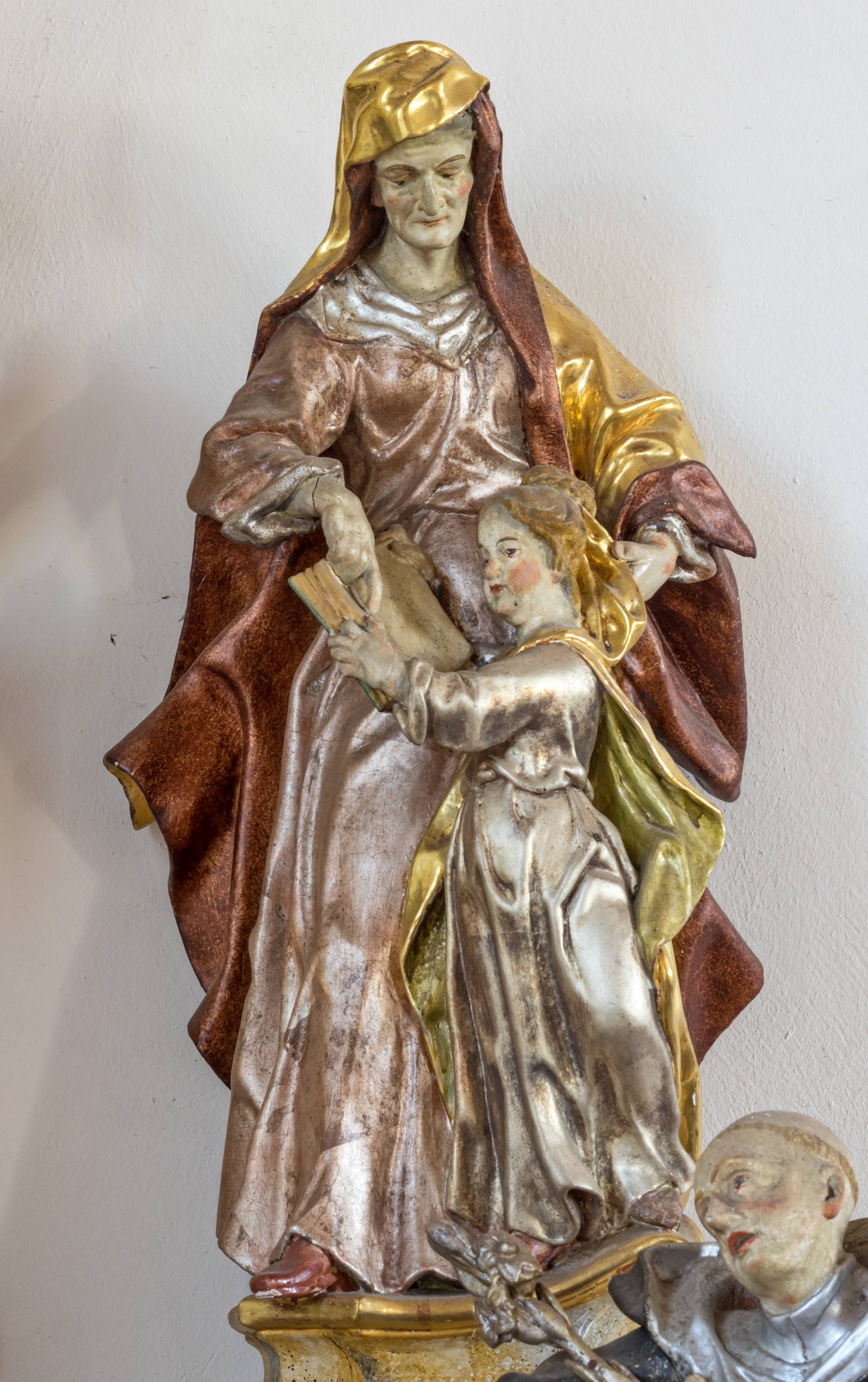
Anna mit Maria
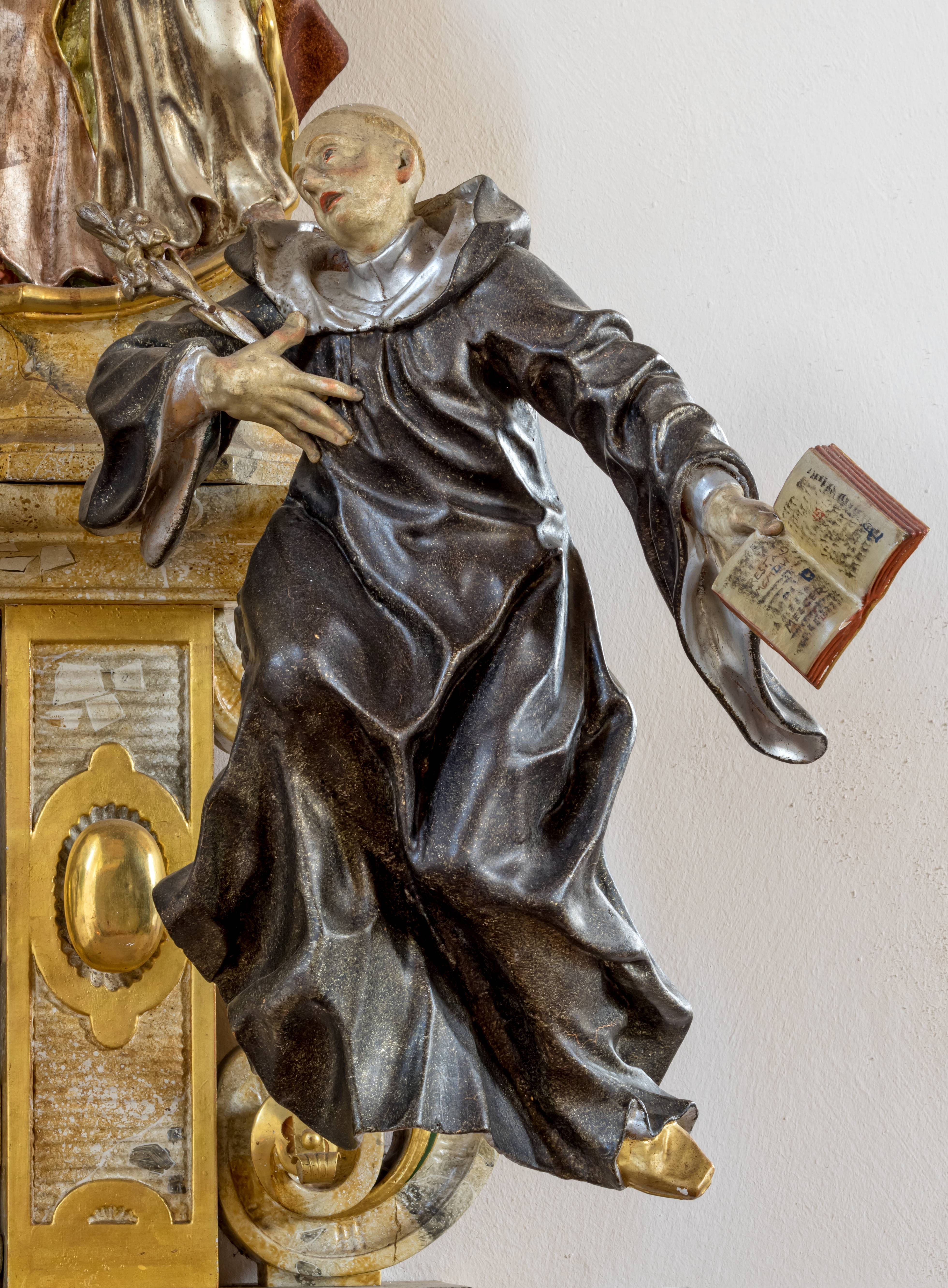
Mönch, vielleicht Dominikus

Auf einer Konsole links vom Chorbogen befinden sich heute folgende Werke Fallers:
- Der heilige Benedikt von Nursia mit dem Buch seiner Regel, ursprünglich am rechten Seitenaltar.
- Der heilige Josef mit dem Jesuskind, ursprünglich am linken Seitenaltar. Die Figur wird auch gedeutet als heiliger Joachim, nach dem Protoevangelium des Jakobus Vater Marias, mit seiner „Tochter Maria als Baby“.[14]
- Die Immaculata, ursprünglich am linken Seitenaltar, von Sternen bekränzt (Offb 12,1 EU), mit einem Zepter in der rechten Hand und auf dem linken Arm dem Jesuskind, das mit einem Kreuzesstab gegen die Schlange zu Füßen Marias kämpft. „Sie ist aufgrund ihrer Bewegtheit und eleganten Darbietung das Glanzstück der Neukircher Kirchenausstattung geworden.“[15]
- Die heilige Anna, ursprünglich am linken Seitenaltar, nach dem Protoevangelium des Jakobus Mutter Marias, mit der kleinen Tochter.
- Ein heiliger Mönch, vielleicht Dominikus, ursprünglich am rechten Seitenaltar.

Figuren rechts vom Chorbogen
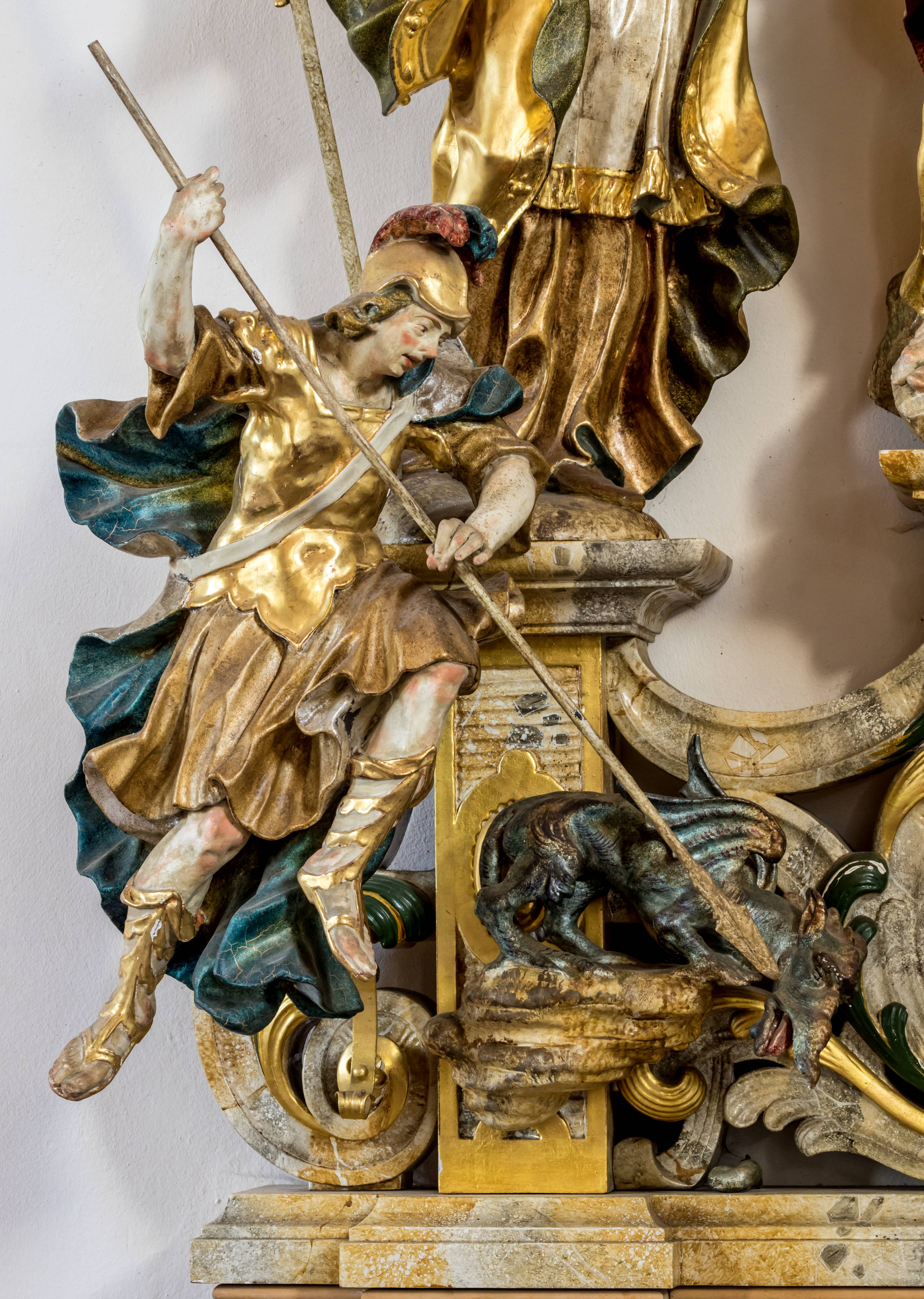
Michael
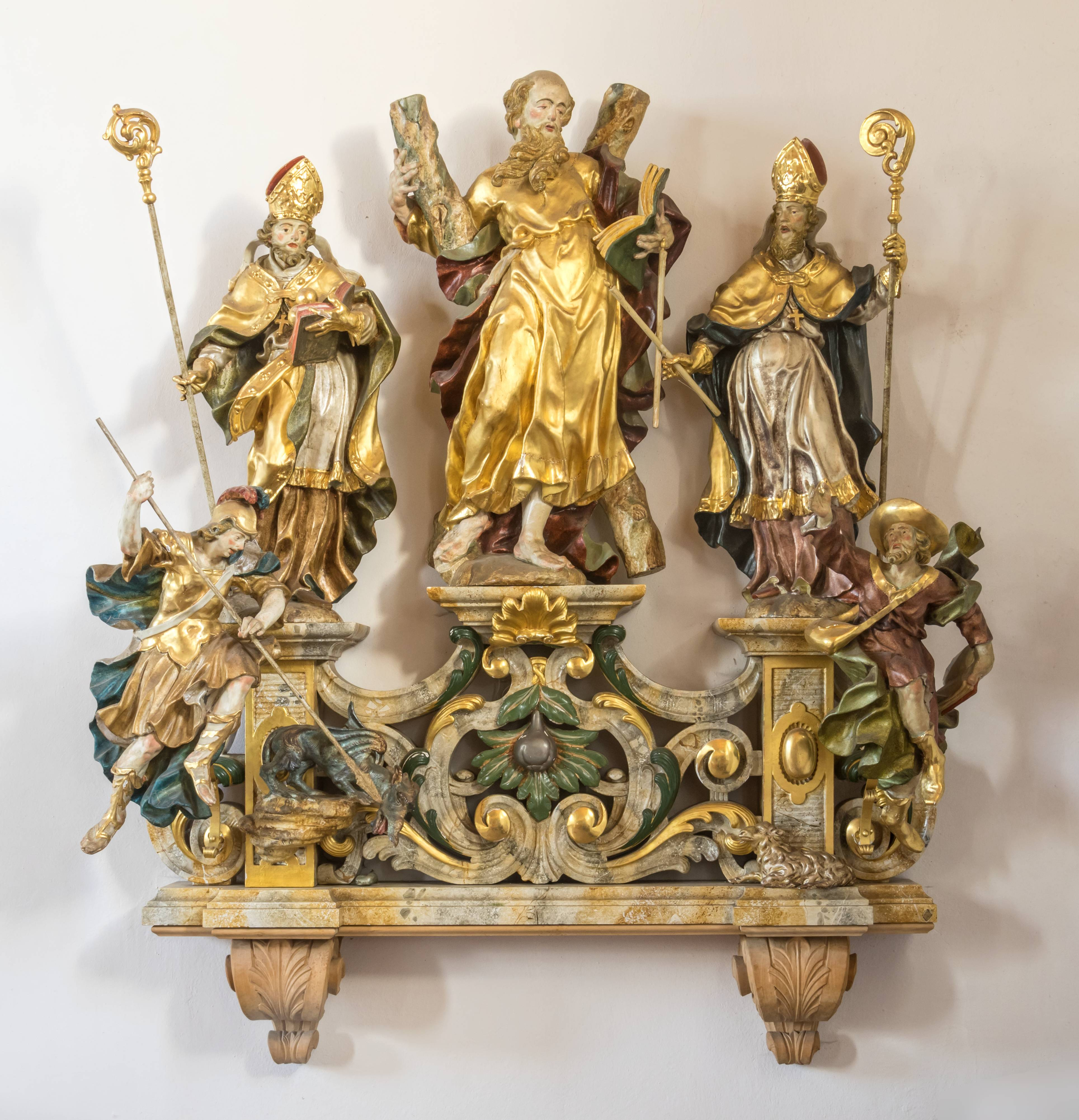
Gesamtgruppe
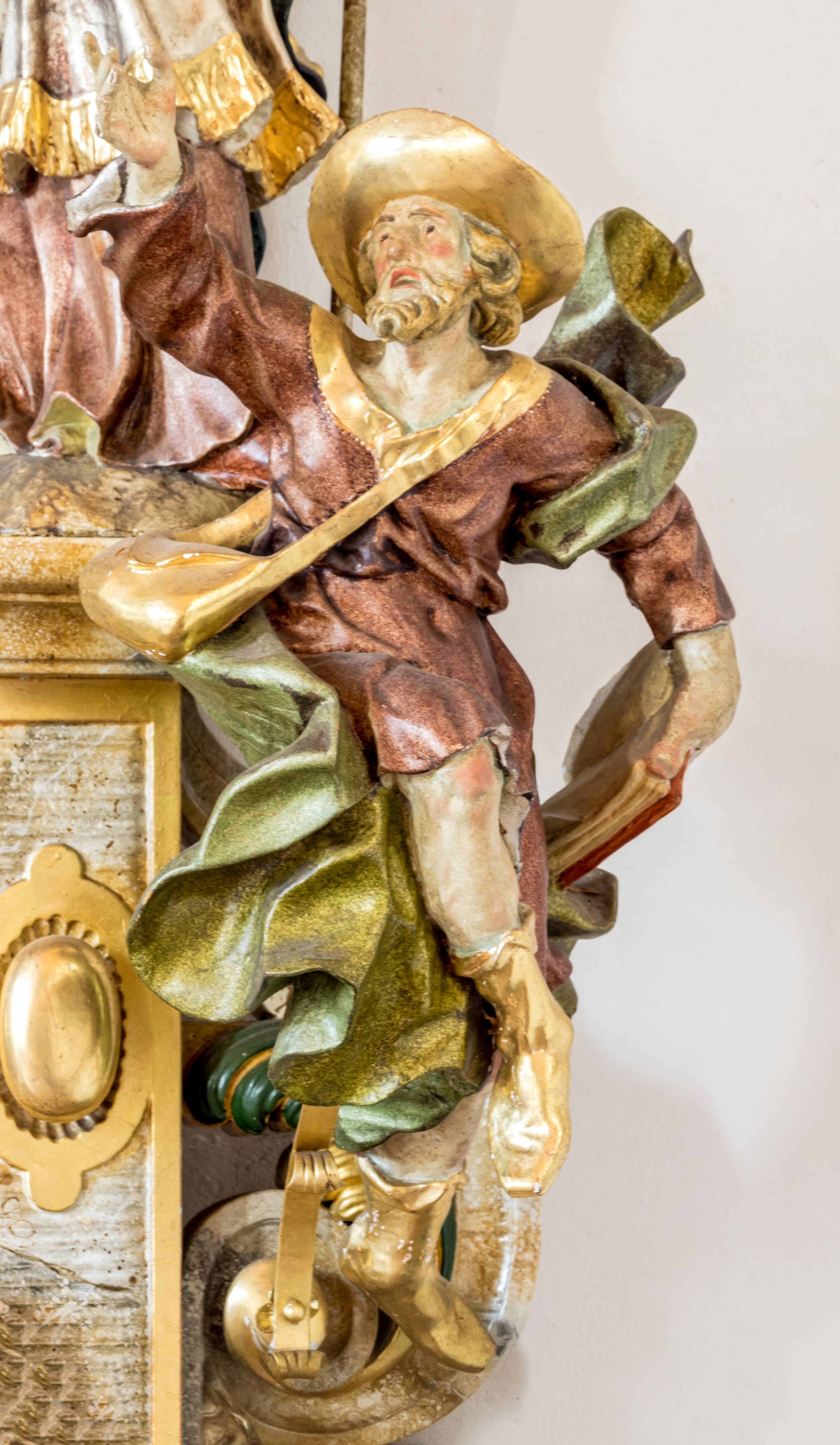
Wendelin

Auf einer Konsole rechts vom Chorbogen befinden sich heute folgende Werke Fallers:

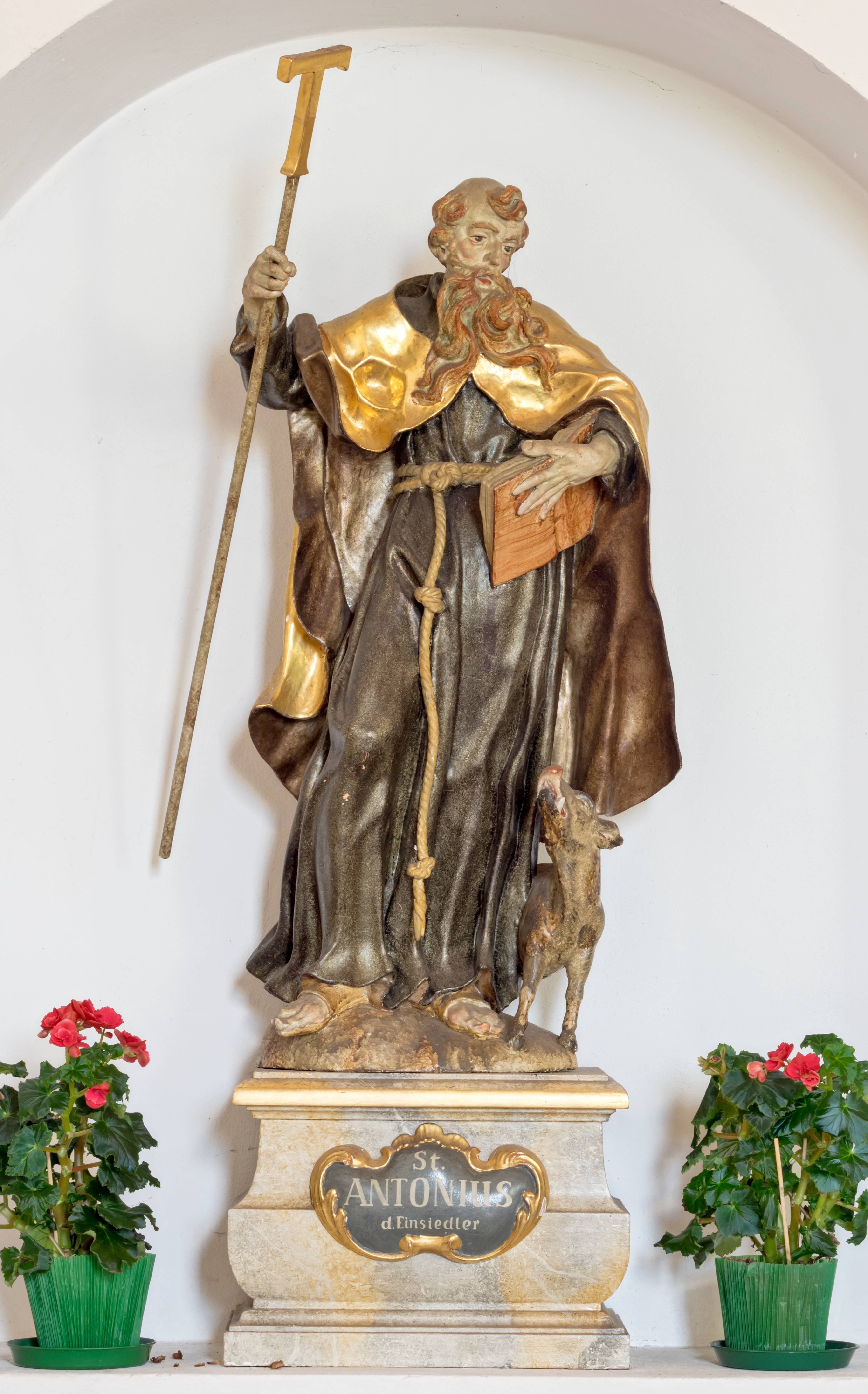
Antonius der Große

- Der heilige Erzengel Michael, ursprünglich am linken Seitenaltar, mit der Lanze gegen den Teufel kämpfend.
- Der heilige Nikolaus von Myra mit den Goldkugeln seiner Legende, ursprünglich am linken Seitenaltar. Nach Manfred Hermann ermöglicht Faller mit der Beschwingtheit von Gewändern und Armen, mit der reichlichen Verwendung von Gold an der Mitra und der Krümme des Bischofsstabs und der fein geschnittenen Mantelborte eine festliche Begegnung mit dem Volksheiligen.[15]
- Der heilige Andreas mit dem Andreaskreuz seines Martyriums, ursprünglich am Hochaltar.
- Der heilige Blasius, ursprünglich am linken Seitenaltar, mit den zwei gekreuzten Kerzen, mit denen am 3. Februar der Blasiussegen erteilt wird. Wie Nikolaus zeigt die Figur den Formenkanon des Rokoko.
- Der heilige Wendelin, ursprünglich am linken Seitenaltar.

In einer Nische der rechten Schiffswand vor dem Chorbogen steht Fallers heiliger Antonius mit einem Buch, seinem Taustab und dem „Antoniusschwein“, das an das Privileg der Antoniter erinnert, ihre Schweine frei in den Straßen und Gassen herumlaufen zu lassen. Ursprünglich stand die Figur in der Mitte des rechten Seitenaltars, flankiert links von Sebastian und rechts von Rochus – alle drei Heilige, die bei Seuchen von Mensch und Vieh angerufen wurden.

### Die Werke Adam Winterhalders

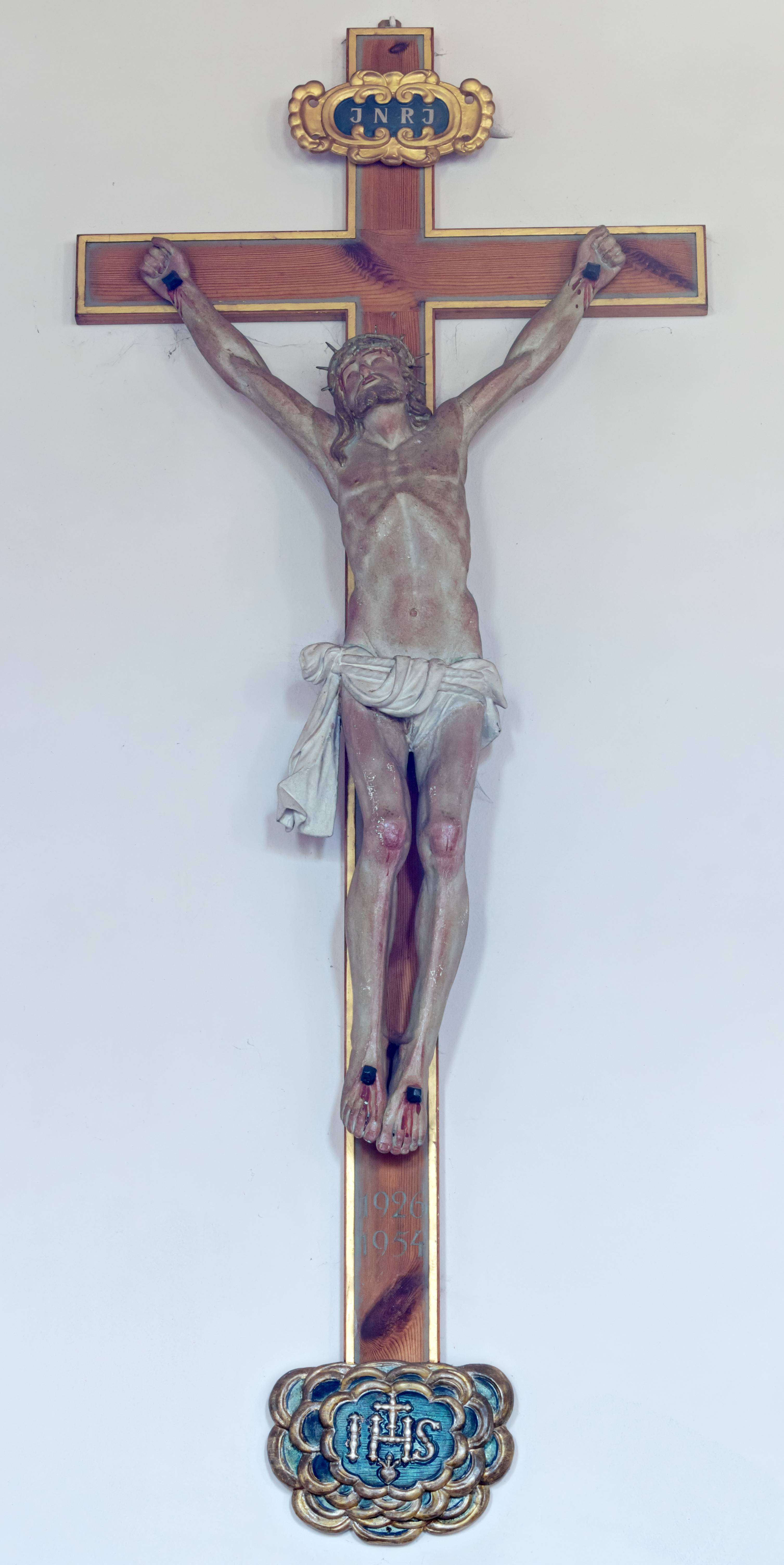
Kruzifix
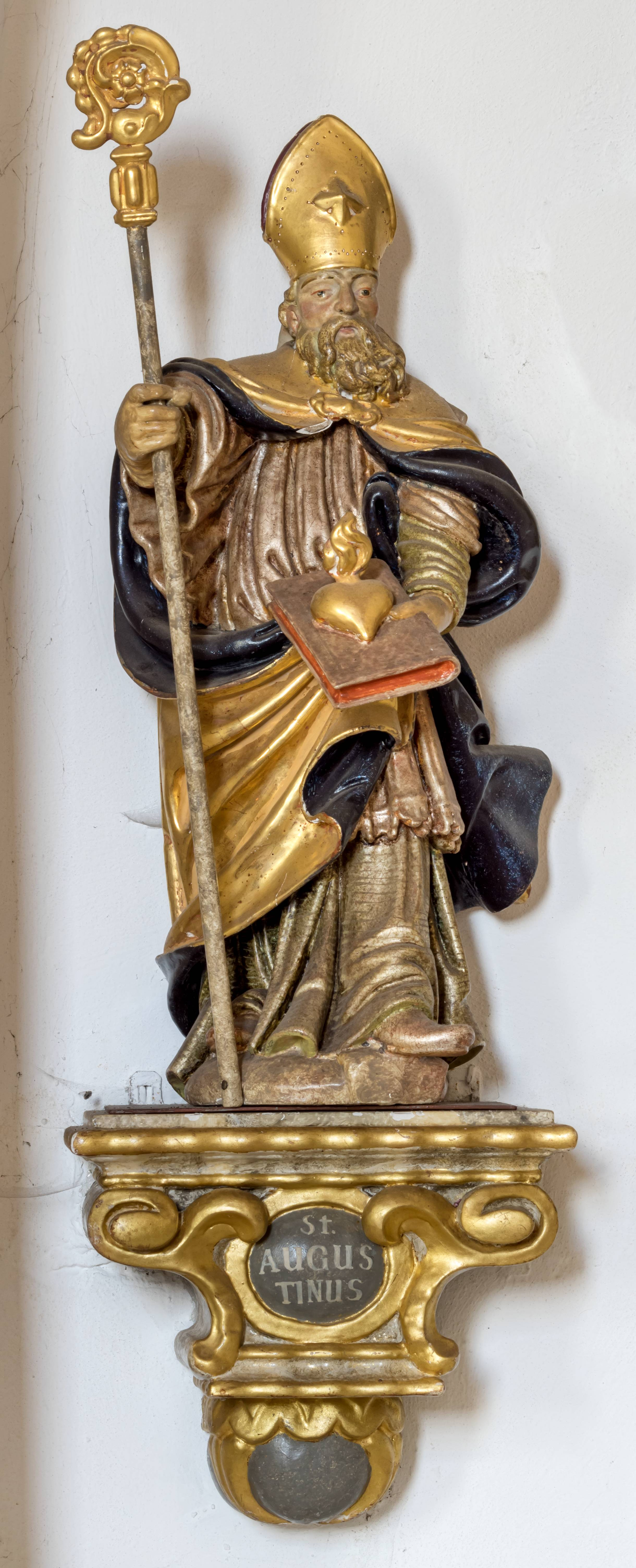
Augustinus
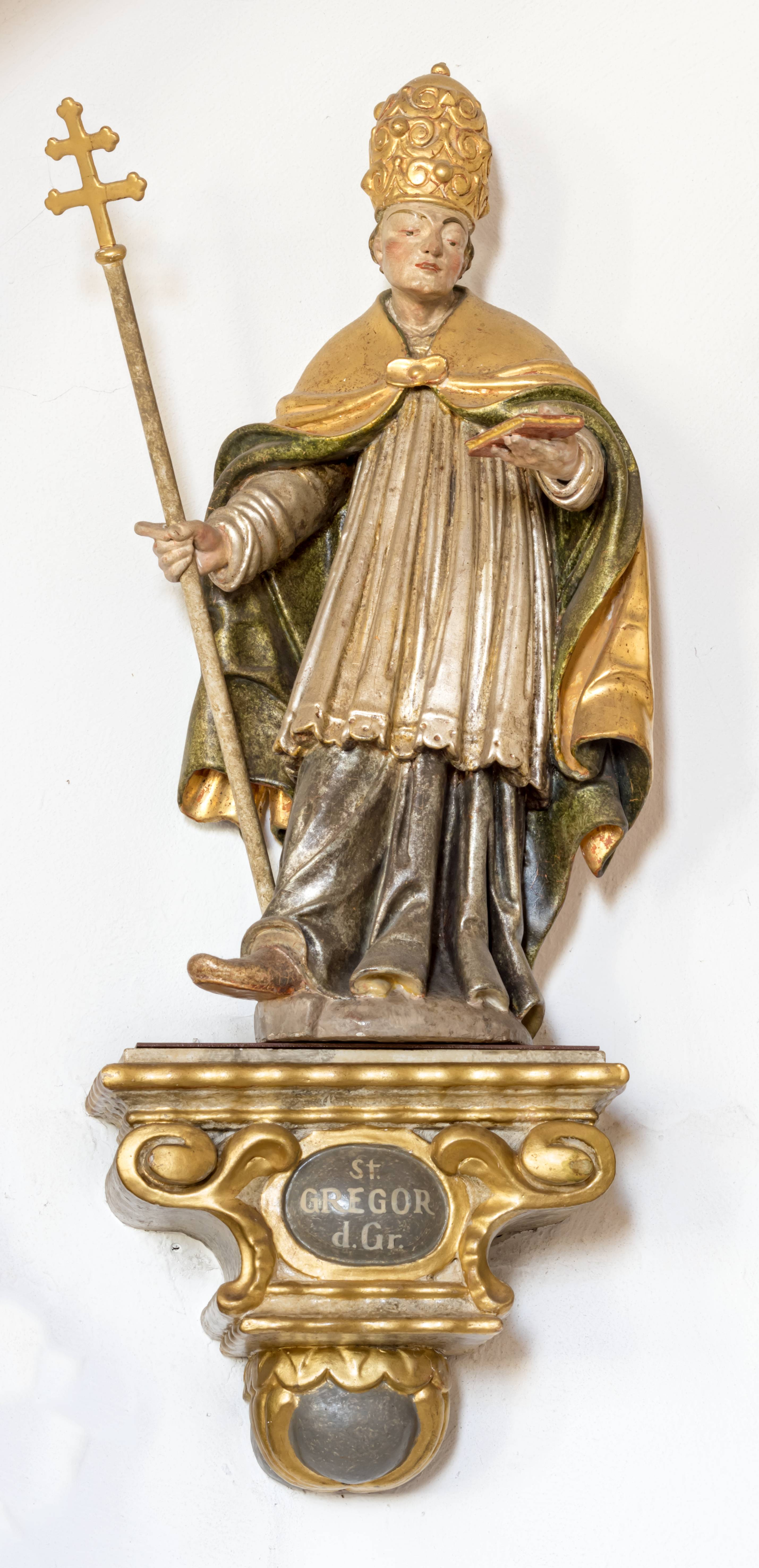
Gregor der Große
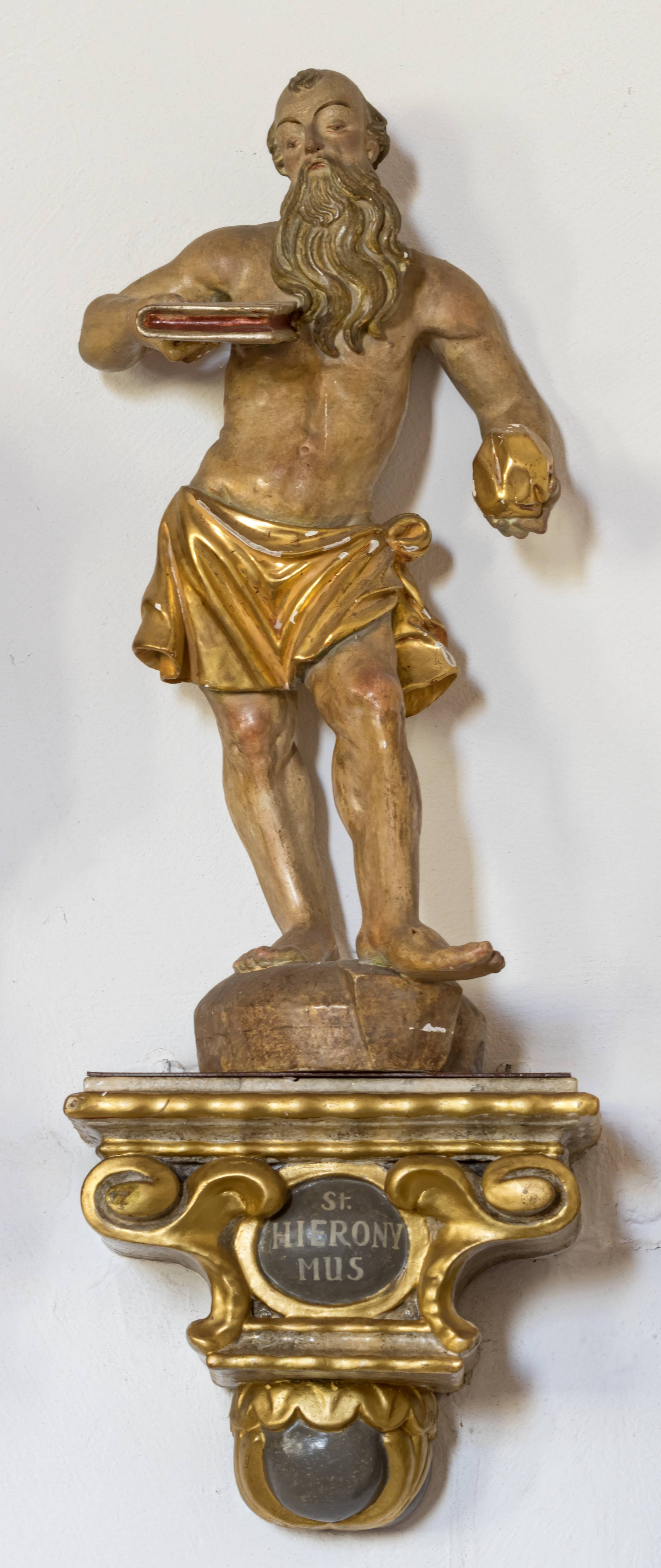
Heronymus
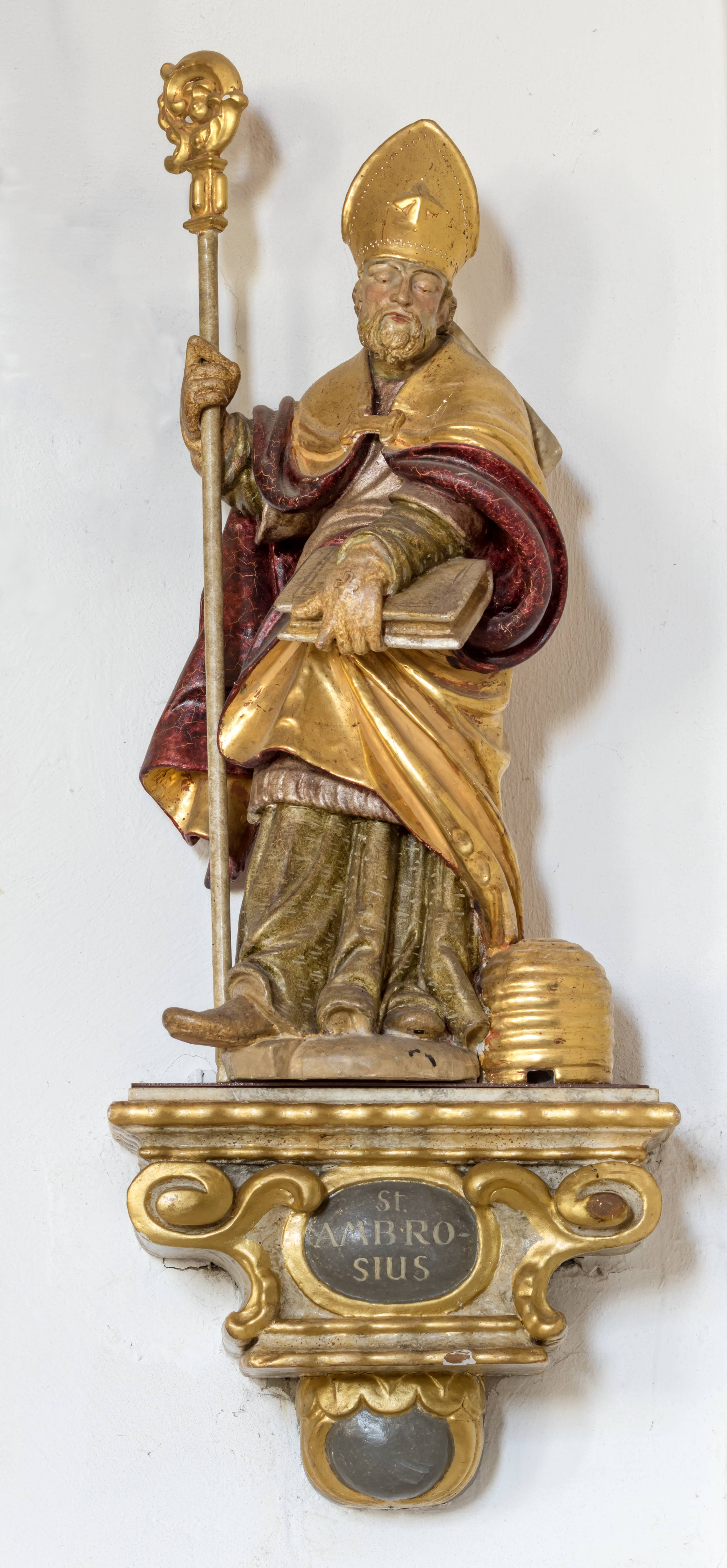
Ambrosius

Nach dem Tod seines Vaters Bartholomäus 1680 übernahm Adam Winterhalder dessen Werkstatt auf dem Oberfallengrundhof, wo er  arbeitete, bis er 1695 nach Vöhrenbach zog. Das heute an der Südwand des Schiffs hängende Kruzifix ist seine erste bekannte Arbeit. „Das leicht zur rechten Schulter geneigte Haupt des noch Lebenden ist emporgerichtet, die Arme steil nach oben gereckt. Eine INRI-Tafel über dem Kopf Jesu zeigt die für Adam Winterhalder typischen Schmuckformen mit Volutenstegen und Knorpelgebilden, als unterer Abschluß ist eine mehrfach gestufte Wolke mit dem Jesu-Namen IHS zu sehen.“
Winterhalder schnitzte auch die vier lateinischen Kirchenväter Augustinus von Hippo, Papst Gregor der Große, Hieronymus und Ambrosius von Mailand, die ursprünglich am Korb der 1945 verbrannten Kanzel standen und heute in einer Nische der linken Schiffwand versammelt sind. Insgesamt, findet Manfred Hermann, sehr schlichte Arbeiten, die aber den kommenden Künstler ahnen lassen.